# Principato Citra
Il Principato Citra (o Principato Citeriore) fu una suddivisione amministrativa del Regno di Napoli e successivamente la III provincia del Regno delle Due Sicilie, istituita nel 1287 a seguito della scissione del preesistente giustizierato di Principato e Terra Beneventana nei due distinti territori del Principato Citra e del Principato Ultra.
Il territorio del Principato Citra corrispondeva approssimativamente all'odierna provincia di Salerno, nella Regione Campania.

## Storia

### Creazione del Giustizierato
Nel 1287, in attuazione di un orientamento già delineato nel Diploma di Alife del 5 ottobre 1273, Re Carlo II d’Angiò decretò la suddivisione del preesistente giustizierato federiciano di Principato e Terra Beneventana in due distinte circoscrizioni: il Principatus ultra serras Montorii («Principato al di là delle montagne di Montoro», a nord) e il Principatus citra serras Montorii («Principato al di qua delle montagne di Montoro», a sud). Il confine tra i due nuovi giustizierati — successivamente noti con i nomi di Principato Ultra (o Ulteriore) e Principato Citra (o Citeriore) — era segnato dai Monti Picentini.

### Istituzione della provincia
Con la legge n. 132 dell’8 agosto 1806, Sulla divisione ed amministrazione delle province del Regno, promulgata da Giuseppe Bonaparte, fu avviata la riforma della ripartizione territoriale del Regno di Napoli secondo il modello amministrativo francese. Tale provvedimento comportò la soppressione del sistema dei giustizierati e la nascita di nuove entità provinciali.
Nei cinque anni successivi (1806–1811), una serie di regi decreti definì nel dettaglio i confini delle province, l’elenco dei comuni appartenenti, e le denominazioni dei relativi distretti e circondari.
L’assetto amministrativo fu infine consolidato a partire dal 1º gennaio 1817, con l’entrata in vigore della Legge riguardante la circoscrizione amministrativa delle Provincie dei Reali Domini di qua del Faro, promulgata il 1º maggio 1816.
La sede degli organi amministrativi provinciali fu stabilita a Salerno, all’interno del Palazzo Sant’Agostino, tuttora sede della provincia.

### Soppressione della provincia
A seguito dell’annessione del Regno delle Due Sicilie al Regno d’Italia, la provincia di Principato Citeriore fu soppressa con Regio Decreto Legge n. 4498 del 17 dicembre 1860 sull’annessione delle province napoletane al Regno di Sardegna e integrata nel nuovo ordinamento amministrativo sabaudo. Con la riforma del 1862 assunse ufficialmente la nuova denominazione di Provincia di Salerno.
Contestualmente, il territorio provinciale subì una modifica: il circondario di Montoro fu distaccato dal Principato Citeriore e aggregato alla provincia di Principato Ultra.

## Suddivisione amministrativa
La provincia era suddivisa in successivi livelli amministrativi, gerarchicamente dipendenti dal precedente. Al livello immediatamente successivo alla provincia, vi erano i distretti che, a loro volta, erano suddivisi in circondari. I circondari erano costituiti dai comuni, l'unità di base della struttura politico-amministrativa dello Stato moderno, ai quali potevano far capo i villaggi, centri a carattere prevalentemente rurale.
Originariamente, la provincia di Principato Citeriore era suddivisa in tre distretti: Salerno, Sala e Bonati. Tuttavia, con la legge n. 122 del 4 maggio 1811, emanata da Parigi durante il regno di Gioacchino Murat, si procedette a una riorganizzazione amministrativa e territoriale dell’intera provincia.
In tale occasione, il distretto di Salerno fu ridimensionato, mentre il distretto di Bonati venne soppresso. Contestualmente furono istituiti due nuovi distretti: quello di Campagna e quello di Vallo. Il territorio già incluso nel distretto di Bonati, comprendente tra gli altri il comune di Vibonati, fu aggregato al distretto di Sala.
A seguito di tale riforma, la provincia risultava articolata in 4 distretti, suddivisi complessivamente in 44 circondari, 164 comuni e 215 casali. Nel corso del tempo, quindi, le suddivisioni risultavano essere le seguenti:
- Distretto di Salerno dal 1806;
- Distretto di Sala dal 1806;
- Distretto di Bonati dal 1806 al 1811;
- Distretto di Vallo istituito nel 1811;
- Distretto di Campagna istituito nel 1811.